# Біблійний фундаменталізм
Біблійний фундаменталізм або біблицизм (англ. biblicism) — є зовнішньою назвою для ригористичного тлумачення Біблії, яке твердить, що всі або майже всі тексти Біблії слід розуміти в прямому значенні. Термін «Бібліцизм» з'явився серед протестантської теології наприкінці XIX століття. Він відображає здивування історико-критичних теологів щодо використання Біблії у руху відродження, особливо у способі поширення Біблії як книги за допомогою Біблійних товариств.